# 一村資本
一村資本有限公司，簡稱“一村資本”（Yicun Capital），是一家進行投資發現、長期運營、整合交易產業資產的股權投資機構，於2015年8月18日在中國上海浦東新區市場监督管理局登記成立，截至目前，无锡国联为一村资本的最大股东。

## 參投領域
一村資本投資領域涵盖醫療健康、TMT与新經濟、新能源与智能製造以及半導體等領域，曾投資盛大遊戲、寧德時代、意大利肿瘤药研发机构NMS集团、邁瑞醫療、瀾起科技等公司。